# Фидуциарный договор
Фидуциарный договор (от лат. fiducia — доверие) — гражданско-правовой договор лично-доверительного характера. Правоотношения, возникшие в римском праве из особого фидуциарного договора с его различными модификациями, существуют в настоящее время в различных правовых системах.
В римском праве было две разновидности fiducia — fiducia cum creditore (фидуциарный договор с кредитором) и fiducia cum amico (фидуциарный договор с другом). 
По fiducia cum creditore фидуциант (должник по основному обязательству) в целях обеспечения его исполнения передавал фидуциарию (кредитору по основному обязательству) вещь, служившую гарантией исполнения фидуциантом основного обязательства. Затем фидуциант, исполняя основное обязательство, «выкупал» свою вещь у фидуциария. Обязанность по возврату вещи на первых порах была только нравственной (должник полагался на fides кредитора, откуда и название). Позднее неисполнение обязанности со стороны кредитора стало влечь за собой бесславие (infamia), a затем должнику был дан и личный штрафной иск (actio fiduciae) на двойную стоимость вещи. 
Fiducia cum amico оформлял передачу вещи на хранение. Фидуциарий должен был хранить полученную от фидуцианта вещь и затем вернуть ее фидуцианту. Также такой договор оформлял отношения ссуды, поручения, найма с возникновением у фидуциария обязанности вернуть вещь фидуцианту. 
Примером фидуциарного договора является договор поручения.
Существует понятие «фидуциарная деятельность», под которой понимают деятельность по управлению финансовыми активами, которую осуществляет фидуциарный управляющий.